# Municipality (Indien)

Verwaltungsgliederung in Indien

Die Verwaltungseinheit Municipality (deutsch: Gemeinde) existiert in Indien seit der Gründung der Madras Municipal Corporation 1687. Später folgte die Gründung der Calcutta and Bombay Municipal Corporation 1726. Bis zu Beginn des 19. Jahrhunderts waren fast alle indischen Städte in einer Art kommunalen Verwaltung eingeschlossen. 1882 beschloss der damalige Generalgouverneur und Vizekönig von Indien, George Robinson, 1. Marquess of Ripon die demokratischen Formen der kommunalen Selbstverwaltung.
1919 wurden die Befugnisse der gewählten Regionalregierungen gesetzlich festgelegt. 1935 wurde ein weiteres Gesetz eingeführt, das die Municipalities der Staats- und Provinzregierung unterstellte und spezifische Befugnisse erteilte.
Laut der Volkszählung in Indien 2001 gab es 3723 urban local bodies (ULBs/städtische lokale Körperschaften), die in folgende vier Kategorien unterteilt wurden:
1. Municipal corporation (Nagar Nigam) (नगर निगम)
2. Municipality (Nagar Parishad) (नगर परिषद्)
3. Town area committee
4. Notified area committee

Die kommunalen Körperschaften und Gemeinden sind vollständig repräsentative Gremien, während andere Gebietskomitees und Stadtgebietskomitees entweder vollständig oder teilweise offiziell ernannte Gremien sind. Laut der Verfassung Indiens (74. Fassung aus dem Jahr 1991) sind die beiden letztgenannten Kategorien als Municipalities oder Nagar Panchayats mit gewählter Vertretung zu bezeichnen. Bis zu den Änderungen der staatlichen Kommunalgesetze, die größtenteils 1994 vorgenommen wurden, waren die kommunalen Behörden auf der Basis von „Ultra Vires“ (außerhalb der Autorität) organisiert und es stand den Landesregierungen frei, den Funktionsbereich durch Exekutiventscheidungen zu erweitern oder zu kontrollieren.
Nach dem Inkrafttreten der 74. Fassung der indischen Verfassung gab es drei lokale Gebietskörperschaften:
- Mahanagar Nigam (Municipal Corporation) (महानगर निगम)
- Nagar Palika (Municipality)(नगर पालिका)
- Nagar Panchayat (Notified Area Council/City Council)(नगर पंचायत)

Unter allen städtischen Kommunalverwaltungen genießen Municipal Corporations ein höheres Maß an Steuerautonomie und -funktionen, obwohl die spezifischen Steuer- und Funktionsbefugnisse in den einzelnen Bundesstaaten unterschiedlich sind. Municipal Corporations haben eine größere Bevölkerung, eine breitere wirtschaftliche Basis und arbeiten direkt mit den Landesregierungen zusammen. Auf der anderen Seite haben Municipalities weniger Autonomie, kleinere Gerichtsbarkeiten und müssen mit den Landesregierungen über die Gemeindeverwaltung oder über einen Bezirk verhandeln. Diese lokalen Stellen unterliegen einer detaillierten Aufsichtskontrolle und Anleitung durch die Landesregierungen.

## Zuständigkeiten derMunicipalities
Die kommunalen Körperschaften Indiens verfügen über viele Funktionen, die ihnen von den Landesregierungen im Rahmen der kommunalen Gesetzgebung übertragen wurden.
Aufgaben des Gesundheitssystems von Municipalities sind Wasserversorgung, Trennsystem, Sanitärtechnik und Bekämpfung von übertragbaren Krankheiten. Sozialhilfe umfasst diverse öffentliche Einrichtungen wie Bildung und Erholung. Die Behörden von Municipalities sind für Baurecht, öffentliches Land, Geburtsurkunden und Totenscheine zuständig. Öffentliche Sicherheit beinhaltet Brandschutz und Straßenbeleuchtung. Municipalities sind für Bautätigkeiten wie den Bau und der Instandhaltung und -setzung von Straßen zuständig. Weitere Tätigkeiten sind Stadtplanung und Beitreibung von Märkten. Zusätzlich zu den gesetzlich zugewiesenen Funktionen werden häufig verschiedene Funktionen wie Familienplanung, Verbesserung von Ernährung und den Slums sowie Krankheits- und Seuchenbekämpfung durchgeführt.
Die zwölfte Fassung der Verfassung (Artikel 243w) enthält eine Liste von 18 Funktionen, die den Municipalities anvertraut werden können.
Neben den traditionellen Funktionen der Municipalities gehören zu ihren Aufgaben auch Entwicklungsfunktionen wie Planung der Wirtschaftsförderung, der Sozialen Gerechtigkeit und der Armutsbekämpfung sowie die Förderung kultureller, bildungsbezogener und ästhetischer Aspekte. Die von den Landesregierungen erlassenen Gesetze weisen jedoch in dieser Hinsicht große Unterschiede auf. Während Bihar, Gujarat, Himachal Pradesh, Haryana, Manipur, Punjab und Rajasthan alle in der zwölften Verfassungsfassung aufgeführten Funktionen in ihre geänderten staatlichen Gemeindegesetze aufgenommen haben, hat Andhra Pradesh keine Änderungen an der bestehenden Liste der kommunalen Funktionen vorgenommen. Die Bundesstaaten Karnataka, Kerala, Madhya Pradesh, Maharashtra, Odisha, Tamil Nadu, Uttar Pradesh und Westbengalen haben ihre kommunalen Gesetze geändert, um zu den geforderten Funktionen zusätzliche Funktionen aufzunehmen.
Ebenfalls gibt es große Unterschiede in der Zuordnung von verpflichtenden und im Ermessen stehende Funktionen der Municipalities. Während Funktionen wie die Planung der sozialen und wirtschaftlichen Entwicklung, die städtische Forstwirtschaft und der Umweltschutz sowie die Förderung ökologischer Aspekte für die Gemeinden von Maharashtra obligatorische Funktionen sind, handelt es sich in Karnataka um im Ermessen stehende Funktionen.
Die Wasserversorgung und die Abwasserentsorgung wurde in einigen Bundesstaaten von den Landesregierungen übernommen oder an staatliche Stellen übertragen. In Tamil Nadu, Madhya Pradesh und Gujarat beispielsweise werden die Wasser- und Abwasserarbeiten von der staatlichen Abteilung für öffentliche Gesundheitstechnik oder den Wasserversorgungs- und Kanalisationsbehörden durchgeführt, während die Aufgabe der Kreditrückzahlung und die Instandhaltung bei den Municipalities liegen. Neben diesen staatlichen Stellen wurden in einer Reihe von Städten eigene Entwicklungsbehörden, wie die Delhi Development Authority (DDA), eingerichtet. Diese Einrichtungen führen in der Regel Landerwerbs- und -Entwicklungsarbeiten durch und übernehmen Projekte wie die Errichtung und Betreibung von Märkten und Gewerbekomplexen. Funktionen, die erhebliche Vorteile beinhalten oder von nationalem Interesse sind, dürfen nicht kleinen lokalen Körperschaften zugewiesen werden.

## Municipal Corporation (Nagar Nigam/Mahanagar Palika)
Municipal Corporations/Nagar Nigams/Mahanagar Palika sind von der Regierung gebildete Abteilungen, die für die Entwicklung von Metropolen mit mehr als einer Million Einwohnern zuständig sind. Durch wachsende Bevölkerung und Urbanisierung in vielen Teilen Indiens wurde ein lokales Regierungsorgan benötigt, das für die Bereitstellung der notwendigen gemeinnützigen Dienste wie Gesundheitszentren, Bildungseinrichtungen sowie Wohnungs- und Grundsteuern zuständig sind
Sie wurden 1835 durch das Corporations Act des Panchayati-raj-Systems gegründet, das sich hauptsächlich mit der Bereitstellung grundlegender Dienstleistungen in jeder Kleinstadt sowie in jedem Dorf eines Bezirks oder einer Stadt befasst. Ihre Wahlen finden alle fünf Jahre durch das Volk statt. Die größten Unternehmen befinden sich in den acht Metropolen Mumbai, Delhi, Kolkata, Chennai, Bengaluru, Hyderabad, Ahmedabad, Surat und Pune. Diese Städte haben nicht nur eine große Bevölkerung, sondern sind auch die Verwaltungs- und Handelszentren des Landes.

## Municipality (Nagar Palika)
Eine Municipality/Nagar Palika ist eine Gemeinde von 100.000 bis weniger als eine Million Einwohnern. Es gibt jedoch Ausnahmen, da früher Nagar Palikas in Städten mit mehr als 20.000 Einwohnern gebildet wurden und alle zuvor als solche klassifizierten ihre Klassifizierung behalten. Nach dem Panchayati Raj-System interagiert es direkt mit der Landesregierung, obwohl es administrativ Teil des Distrikts ist, in dem es sich befindet. Ein Beispiel ist die Stadt Udaipur.
Die Vertreter der Nagar Palika werden für eine Amtszeit von fünf Jahren gewählt. Die Stadt ist entsprechend ihrer Bevölkerung in Bezirke unterteilt, und Vertreter werden aus jedem Stadtbezirk gewählt. Die Mitglieder wählen untereinander einen Präsidenten, der den Vorsitz führt und Sitzungen abhält. Ein Chief Officer sowie Beamte, ein Ingenieur, ein Sanitärinspektor, ein Gesundheitsbeauftragter und ein Bildungsbeauftragter, die aus dem staatlichen öffentlichen Dienst stammen, werden von der Landesregierung mit der Kontrolle der Verwaltungsangelegenheiten beauftragt.

## Notified Area Council (Nagar Panchayat)
Ein Notified Area Council/Nagar Panchayat ist eine städtische politische Einheit Indien, die mit einer Gemeinde vergleichbar ist. Eine Stadt mit mehr als 11.000 und weniger als 25.000 Einwohnern wird als Nagar Panchayat eingestuft. Jede Nagar Panchayat hat ein Komitee, das aus einem Vorsitzenden mit Gemeindemitgliedern besteht. Die Mitgliedschaft besteht aus mindestens zehn gewählten Gemeindemitgliedern und drei nominierten Mitgliedern. Diese Mitglieder werden aus den verschiedenen Bezirken des Nagar Panchayat auf der Grundlage eines Wahlrechts für eine Amtszeit von fünf Jahren gewählt. Es gibt Plätze, die für Kasten, Stämme, niedrige Kasten und Frauen reserviert sind. Die Ratsmitglieder oder Gemeindemitglieder werden durch direkte Wahl aus den Wahlbezirken im Nagar Panchayat ausgewählt.